# Antoine Henri Becquerel
Antoine Henri Becquerel (Parijs, 15 december 1852 – Le Croisic, 25 augustus 1908) was een Frans natuurkundige. De SI-eenheid voor radioactiviteit, de becquerel (Bq) is naar hem genoemd.
Op 1 maart 1896 ontdekte hij bij toeval radioactiviteit. In 1903 kreeg hij de Nobelprijs voor Natuurkunde samen met Pierre en Marie Curie "ter erkenning van de buitengewone diensten die hij heeft verricht door zijn ontdekking van spontane radioactiviteit."

## Biografie
Henri Becquerel werd geboren in Parijs in een familie die helemaal toegewijd was aan het wetenschappelijk onderzoek. Zijn vader, Alexandre-Edmond Becquerel, was hoogleraar toegepaste natuurkunde en had onderzoek gedaan naar zonnestralen, fotografie, de activiteit van hete gassen en luminescentie, terwijl zijn grootvader, Antoine César Becquerel, lid was geweest van de Royal Society en de uitvinder was van een elektrolytische methode voor de extractie van metalen uit hun ertsen.
Becquerels vroege opleiding vond plaats aan het Lyceé Louis-le-Grand; daarna studeerde hij wetenschap aan de École Polytechnique en civiele techniek aan de École des Ponts et Chaussées. In 1877 studeerde hij af en accepteerde een positie als ingénieur aan het Nationaal Ministerie van Bruggen en Wegen.

### Magneto-optica
Gedurende zijn studiejaren aan de École des Ponts et Chaussées raakte Becquerel sterk geïnteresseerd in het onderzoekswerk van Michael Faraday naar het effect van magnetisme op licht. Faraday had in 1845 ontdekt dat gepolariseerd licht een draaiing ondergaat als het een magnetisch veld passeert (een fenomeen dat het Faraday-effect wordt genoemd). Becquerel ontwikkelde een formule die de relatie verklaarde tussen deze draaiing en de refractie die een lichtstraal ondervindt, als deze van het ene medium (doorzichtige stof) in het andere terechtkomt. De resultaten publiceerde hij in 1875 in zijn eerste wetenschappelijke artikel, hoewel hij later ontdekte dat zijn beginresultaten op bepaalde punten incorrect waren geweest.
Dit effect was waargenomen in vaste en vloeistoffen, en Becquerel toonde aan dat het ook optrad in gassen. Voor jaren bleef hij zijdelings geïnteresseerd in vraagstukken rond de magneto-optica. Zijn enthousiasme kreeg een hernieuwde opleving toen in 1897 de Nederlandse natuurkundige Pieter Zeeman het naar hem genoemde zeemaneffect ontdekte, de splitsing van spectraallijnen onder invloed van sterke magnetische velden. Dit opende voor Becquerel nieuwe perspectieven voor zijn onderzoek.
In 1874 huwde Becquerel Lucie-Zoé-Marie Jamin, de dochter van Jules Célestin Jamin – hoogleraar natuurkunde aan de universiteit van Parijs. Ze overleed vier jaar later in maart 1878, kort na de geboorte van hun enig kind, Jean. Deze zoon zou later ook natuurkundige worden. Twee maanden daarvoor was zijn grootvader overleden, waarop zijn vader diens positie als hoogleraar natuurkunde innam aan het Muséum d'Histoire Naturelle (museum voor natuurlijke historie) te Parijs, en Antoine Henri zijn assistent werd.

### Luminescentie
In 1888 promoveerde Becquerel aan de universiteit van Parijs op een onderwerp waaraan zijn vader al vele jaren gewerkt had: luminescentie, de emissie van licht uit onverhitte voorwerpen. Voor zijn promotie had hij onderzoek gedaan naar het effect van polarisatie op luminescentie. In 1889 werd hij verkozen tot lid van de Académie des Sciences.
Toen zijn vader in 1891 overleed, werd hij als zijn opvolger benoemd aan het Muséum d'Histoire Naturelle. Hetzelfde jaar verving hij tevens de zieke Alfred Potier aan de École Polytechnique. Ten slotte werd hij in 1894 benoemd tot hoofd techniek aan de École des Ponts et Chaussées.
Becquerel huwde in 1890 zijn tweede echtgenote, Louise-Désiree Lorieux, de dochter van een mijninspecteur; dit huwelijk bleef kinderloos.

## Radioactiviteit
Becquerels onderzoek kwam in een stroomversnelling terecht na de ontdekking door Wilhelm Röntgen in 1895 van de naar hem genoemde röntgenstraling. Wat hem hierbij met name opviel, waren de overeenkomsten tussen deze röntgenstraling en de luminescentie waar hij zelf jaren onderzoek naar had gedaan.

### Zijn hypothese
Becquerel geloofde dat de mogelijkheid bestond dat Röntgens "X-stralen" de verklaring waren voor fluorescentie, het verschijnsel dat stoffen nagloeien nadat ze aan zonlicht zijn blootgesteld. Als zijn hypothese zou kloppen, zou dat betekenen dat de stralen ook sporen nalieten op een fotografische plaat.

### Het experiment van Becquerel

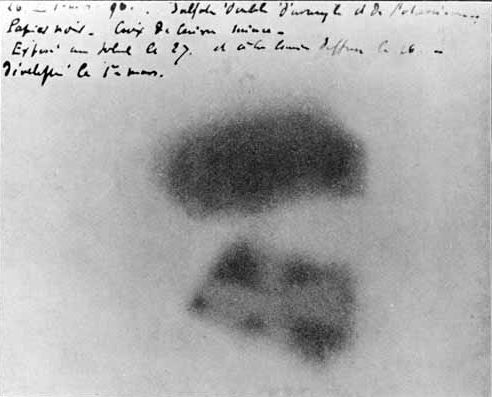
De fotografische plaat van Becquerel waarop het effect van blootstelling aan straling zichtbaar werd.

Becquerels hypothese zorgde ervoor dat hij een baanbrekend experiment zou uitvoeren. In het laboratorium van het Muséum stelde Becquerel een kristal uraniumzout, een stof waarvan Becquerel dacht dat die fluorescerend was, enige tijd bloot aan het zonlicht en legde het vervolgens op een fotografische plaat. De plaat bleek na ontwikkeling inderdaad gezwart te zijn.
Zijn echte ontdekking deed Becquerel pas nadat hij zijn proefopstelling al had opgeruimd en opgeborgen: ook als het uraniumzout niet in de zon had gelegen, liet het sporen achter op de plaat. De verklaring van Becquerel was dat het uraniumzout spontaan een onzichtbare en doordringende straling uitzendt, die anders lijkt te zijn dan röntgenstraling. Omdat hij vermoedde dat ze afkomstig waren uit het uranium zelf, noemde hij ze rayons uraniques (uraniumstralen); zijn collega's de "stralen van Becquerel". Becquerel merkte op dat deze stralen een gas ioniseren. Ook nam hij waar dat zuiver uranium een sterkere invloed uitoefende dan uraniumzout. Hij bestudeerde het verschijnsel ruim een jaar, maar in april 1897 ging hij verder met ander werk, in de veronderstelling dat het onderzoek uitgeput was. Het onderzoek werd voortgezet door Marie en Pierre Curie, die dit verschijnsel de naam radioactiviteit gaven.

## Latere leven
In 1908, het jaar van zijn overlijden, werd Becquerel verkozen tot permanent secretaris van de Académie des Sciences. Daarnaast was hij lid van de Accademia dei Lincei en van de Koninklijke Academie van Berlijn. Hij stierf op 55-jarige leeftijd in Le Croisic, Frankrijk. Naast de Nobelprijs in 1903 mocht hij ook de Rumford Medal (1900), de Helmholtz-medaille (1901) en de Barnard-medaille (1905) in ontvangst nemen. Daarnaast was hij in 1900 benoemd tot Officier in het Franse Legioen van Eer.